# Al Ferguson
Pour les articles homonymes, voir Ferguson.

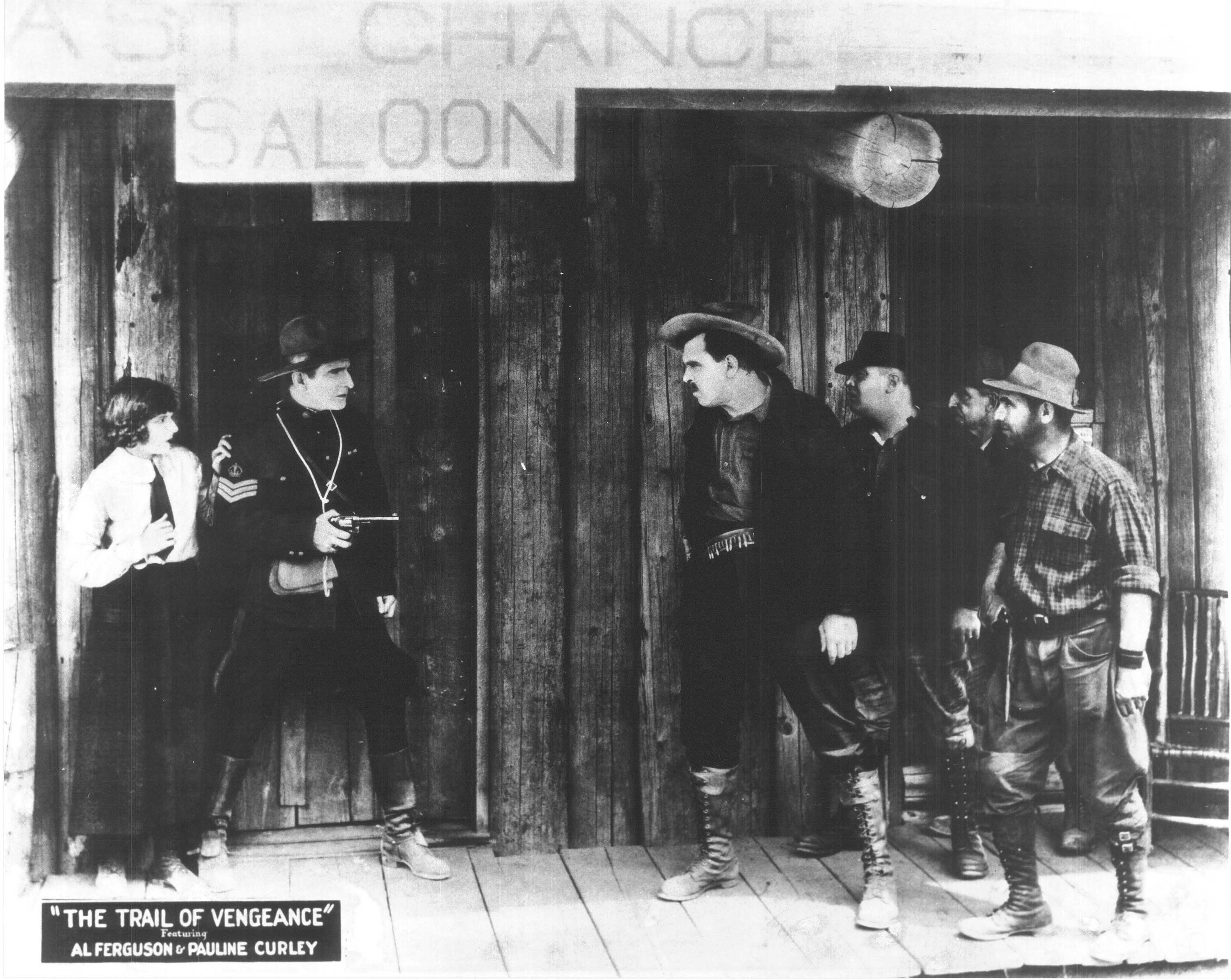
Al Ferguson et Pauline Curley dans The Trail of Vengeance (1924)

Al Ferguson (né le 19 avril 1888, mort le 4 décembre 1971) est un acteur américain d'origine irlandaise.

## Biographie
Al Ferguson commence sa carrière dans une troupe de théâtre. Par la suite il joue dans plus de 300 films entre 1912 et 1956, et fait quelques apparitions à la télévision, notamment dans la série Sky King.

## Filmographie partielle
- 1919 : Where the West Begins
- 1922 : The Timber Queen
- 1924 : The Trail of Vengeance
- 1928 : The Little Buckaroo
- 1928 : Tarzan the Mighty
- 1929 : Tarzan le Tigre
- 1929 : The Wagon Master
- 1932 : The Hurricane Express
- 1933 : La Chevauchée de la gloire
- 1934 : Pirate Treasure
- 1935 : The Desert Trail
- 1943 : The Phantom de B. Reeves Eason
- 1948 : Ciel rouge (Blood on the Moon)